# هيرتا زيهلندورف
هيرتا زيهلندورف هو نادي كرة قدم ألماني من ضاحية زيليندورف في برلين، يلعب حاليًا في الدوري الإقليمي نوردوست [الإنجليزية]، المستوى الرابع في كرة القدم الألمانية.
يعد النادي واحدًا من أكبر أندية كرة القدم في البلاد ويمتلك قسمًا قويًا للناشئين فاز ببطولتين وطنيتين للشباب. وقد طور القسم عددًا من اللاعبين الدوليين لألمانيا ودول أخرى.

## التاريخ

### 1903–1945
تأسس النادي في 10 مارس 1903 من قبل 30 من عشاق كرة القدم المحليين تحت اسم نادي ثور وفوتبال جيرمانيا 03 زيليندورف. وبحلول عام 1909، تغير اسم النادي إلى نادي هيرتا زيهلندورف. في عام 1913، انتقل النادي إلى ملعب جديد في سيبنيندينفيغ، المعروف الآن باسم إرنست-رويتر-سبورتفيلد، بعيدًا عن تمبلهوفر فيلد، حيث لم يكن سعيدًا تمامًا. كان الفريق لفترة جزءًا من بفك هيرتا 1892 ولكن بحلول سبتمبر 1914 أصبح النادي مستقلًا مرة أخرى تحت اسم نادي هيرتا 06 زيليندورف.
بعد نهاية الحرب العالمية الأولى، في يناير 1919، اندمج النادي مع النادي المحلي ففب زيليندورف 03 لتشكيل النادي الحالي، نادي هيرتا 03 زيليندورف. ومن هذا الاتحاد أخذ النادي تاريخ تأسيسه.
خلال العقد التالي، لم يبرز النادي بشكل خاص بين أندية كرة القدم في برلين. في عام 1933، فاز أخيرًا ببطولة في الدوري المحلي "كريسكلاسه". ومع ذلك، فاتتهم الفرصة للترقية عندما تم إعادة هيكلة نظام الدوري الألماني مع إدخال الدوري الأعلى غاوليغا.
كافح النادي خلال هذه الفترة واضطر في النهاية إلى تشكيل علاقة مع يونيون 24 ليشترفيلده للبقاء على قيد الحياة. خلال الحرب العالمية الثانية، توقفت المباريات تقريبًا تمامًا.

### 1945–1963
بعد الحرب، تم حظر جميع الأندية والجمعيات الموجودة سابقًا في برلين، وكانت هيرتا السابقة موجودة تحت اسم "إس جي زيليندورف" لفترة من الوقت. دخل النادي دوري الدرجة الأولى للهواة في برلين (II) في عام 1947، وهو دوري لعب في عدد من المجموعات الإقليمية. ومع ذلك، أصبح النادي الأول في برلين الذي حصل على ترخيص في عام 1948 للعودة إلى اسمه الأصلي من قبل سلطات الاحتلال المتحالفة.
على أرض الملعب، تأهل النادي للدوري الهواة ذي القسم الواحد في عام 1950 وأصبح على الفور فريقًا قويًا في هذا الدوري، وفاز بالبطولة في عام 1953. فاز فريق الناشئين بالنادي بأول بطولة له في برلين في عام 1950، وهي مباراة لعبت كمقدمة لمباراة ودية بين ألمانيا وتركيا، أمام 60,000 متفرج، في 17 يونيو 1951. خسرت ألمانيا 1–2، لكن زيليندورف هزمت هيرتا برلين 3–2.
دخل الفريق الدوري الأعلى أوبرليغا برلين لموسم 1953–54، حيث كانت جميع الأسماء الكبيرة في كرة القدم في برلين الغربية تلعب في تلك الأيام. وجد الفريق الحياة في هذا المستوى أصعب بكثير وتم هبوطه على الفور مرة أخرى، حيث أنهى الموسم في المركز الحادي عشر من بين 12 فريقًا. مرة أخرى في دوري الهواة، فاز النادي ببطولة أخرى وحصل على الحق في العودة إلى الدوري الأعلى.
في هذا الدوري، بقي الفريق حتى عام 1963، حيث حقق مراكز في النصف السفلي من الجدول في كل موسم ولكنه نجا على أي حال. في هذا الوقت، حققت هيرتا نجاحًا محليًا أكبر مع فرق الناشئين، وهي حقيقة لم تتغير كثيرًا حتى اليوم، حيث فازت ببطولات برلين في فئات عمرية مختلفة على مر السنين.

### 1963–74: سنوات الريغيوناليغا
في عام 1963، تغيرت كرة القدم الألمانية بشكل جذري مع إدخال البوندسليغا. تحتها، تم تشكيل خمسة دوريات إقليمية، وهي الريغيوناليغاس. لم تتقدم هيرتا بطلب للحصول على مكان في البوندسليغا الجديدة حيث تم قبول نادٍ واحد فقط من برلين وكانت الأسماء الكبيرة في كرة القدم المحلية، هيرتا برلين وتاسمانيا 1900 برلين، تفوقت بكثير على النادي الصغير.
بدلاً من ذلك، تأهل النادي للدوري الجديد الدوري الإقليمي برلين [الإنجليزية]، وهو دوري سيظل جزءًا منه حتى حله في عام 1974. في هذا الدوري، استمرت هيرتا في وجودها كفريق متوسط المستوى، على الأقل في المواسم القليلة الأولى. من عام 1965، تحسنت نتائج النادي وتطور ليصبح فريقًا من النصف العلوي من الجدول.
في موسم 1968–69، حقق الفريق أكبر نجاح له حتى الآن، حيث فاز بالريغيوناليغا وبالتالي تأهل لدور الترقية إلى البوندسليغا [الإنجليزية]. في هذه المنافسة، جاء النادي في المركز الرابع من بين خمسة فرق، حيث تأهل فقط الفائز، روت فايس أوبرهاوزن، للترقية.
في الموسم التالي، كرر الفريق نجاحه؛ وفاز بالدوري مرة أخرى وحصل على فرصة أخرى للترقية إلى البوندسليغا. جاء النادي في مرتبة أفضل هذه المرة، حيث احتل المركز الثالث ولكن مكان البوندسليغا ذهب إلى كيكرز أوفنباخ. فاز النادي بالنسخة الثانية من بطولة ألمانيا الغربية تحت 19 عامًا ذلك العام، وهو نجاح كبير لهيرتا.
من عام 1970 فصاعدًا، عاد النادي إلى وجوده في منتصف الجدول، حيث بقي بعيدًا عن مشاكل الهبوط ولكنه أيضًا لم يكن في صراع على البطولة مرة أخرى. في موسم 1970–71، كانت تاسمانيا 1900 مهيمنة تمامًا، حيث فازت بلقب الدوري وأفلست بعد موسمين.
بالنسبة لهيرتا، كان عام 1974 هو الأخير كلاعب في الدرجة الثانية، حيث أدى إدخال البوندسليغا الثانية إلى نهاية الريغيوناليغاس الخمس. للتأهل للبوندسليغا الثانية الشمالية، كان على النادي أن يكون واحدًا من أفضل ناديين في دوريه ولكن المركز الرابع لم يكن كافيًا وتم تخفيضه إلى دوري الهواة من الدرجة الثالثة دوري الدرجة الأولى للهواة في برلين بدلاً من ذلك.

### 1974–الحاضر
فاتت هيرتا بطولة الدوري في موسمها الأول، حيث جاءت في المركز الثاني بفارق نقطة واحدة عن سبانداو إس في، الذي صعد إلى الدرجة الثانية. في المواسم الثلاثة التالية، قضى النادي في منتصف الجدول ولكن فرق الناشئين أعجبت مرة أخرى، حيث وصلت إلى النهائي في كل من بطولات ألمانيا تحت 19 عامًا وتحت 17 عامًا في عام 1978.
في موسم 1978–79، تمكن النادي من الفوز بالدوري. وهذا منحه الحق في المشاركة في دور الترقية إلى البوندسليغا الثانية ‏. كان عليه أن يلعب ضد أوسك بريمرهافن وهزم الخصم 5–4 في برلين. في بريمرهافن، حافظ على التعادل 0–0 حتى أربع دقائق قبل النهاية، ورأى نفسه بالفعل في الدرجة الثانية ولكن بعد ذلك سجل أوسك الهدف الفائز وحصل على الترقية بفضل قاعدة الأهداف خارج الديار. تأهل النادي أيضًا لبطولة الهواة الألمانية لكرة القدم، حيث وصل إلى النهائي وخسر أمام إسف إنجولشتات.
استمر النادي في كونه قوة دافعة في ما أصبح يُعرف الآن باسم دوري الدرجة الأولى للهواة في برلين، حيث أنهى في المراكز الخمسة الأولى في جميع المواسم باستثناء موسم واحد في الاثني عشر موسمًا التالية. في موسم 1981–82، جاءت لحظة أخرى بارزة، حيث احتل النادي المركز الثاني في الدوري خلف تنس بوروسيا برلين، بنفس عدد النقاط ولكن بفارق تسعة أهداف. عاد الفريق إلى بطولة الهواة الألمانية، حيث أثبت ماينتس 05 أنه أقوى في نصف النهائي، حيث فاز في المباراتين. ثالثًا، تأهل النادي أيضًا لكأس ألمانيا بفضل فوزه بكأس برلين. واجه هيرتا برلين في الجولة الأولى، وأمام 12,000 متفرج، كانت النتيجة 2–2 بعد الوقت الأصلي، ولكن بعد ذلك سجلت هيرتا الكبيرة هدفين آخرين وأخرجت هيرتا الصغيرة من الكأس. هيرتا الصغيرة (بالألمانية: Kleine Hertha) هو اللقب الطويل الأمد للنادي، في إشارة إلى حقيقة أن هيرتا برلين كانت دائمًا الأكبر والأكثر نجاحًا بين الاثنين.
في الموسم التالي، جاء النادي في المركز الثاني في الدوري مرة أخرى، هذه المرة خلف إس سي شارلوتنبورغ، وحصل على فرصة أخرى في بطولة الهواة ولكن هذه المرة، كان بايرن ميونخ الثاني في الجولة الأولى هو أبعد ما وصل إليه.
في عام 1988، فاز فريق الناشئين تحت 17 عامًا أخيرًا ببطولة ألمانيا الغربية، حيث هزم نادي شتوتغارت 2–1 في النهائي مع اللاعب الدولي الألماني لاحقًا كريستيان تسيغه في تشكيلة زيليندورف. في العام التالي، تمكن بايرن ميونخ الغني من هزيمة فريق الناشئين للنادي الهواة بركلات الترجيح فقط في النهائي.
من عام 1988 إلى 1990، أصبحت أوبرليغا برلين مسرحًا لصراع هيرتا مع راينيكندورفر فوكسه على لقب الدوري ولكن في كل مرة فاز راينيكندورف. في كل مرة، حصلت هيرتا فقط على الحق في التنافس على بطولة الهواة مرة أخرى وفي كل مرة خسرت في الجولة الأولى.
كان موسم 1990–91 آخر موسم لأوبرليغا برلين، حيث أثرت إعادة توحيد ألمانيا أيضًا على كرة القدم وتم إنشاء الدوري الألماني لكرة القدم NOFV-Oberliga بدلاً من ذلك. أصبحت هيرتا جزءًا من NOFV-Oberliga Mitte، وهو دوري هيمن عليه يونيون برلين خلال وجوده القصير الذي استمر ثلاث سنوات، ولم تحقق زيليندورف سوى أداء متوسط. ومع ذلك، تأهلت للدوري الجديد من المستوى الثالث الدوري الإقليمي نوردوست في عام 1994. في دوري مليء بأندية كرة القدم القوية السابقة من ألمانيا الشرقية، كافح الفريق لأربعة مواسم قبل أن يهبط في عام 1998.
تمكن النادي من البقاء لموسمين فقط في NOFV-Oberliga Nord (IV) قبل هبوط آخر، هذه المرة إلى Verbandsliga Berlin من المستوى الخامس. لعب في هذا الدوري، الذي تمت إعادة تسميته إلى برلين-ليجا في عام 2008، حتى عام 2014 عندما أعادت البطولة النادي إلى NOFV-Oberliga Nord.

## الإنجازات
إنجازات النادي:
| - بطولة الهواة الألمانية لكرة القدم - الوصيف: 1979 - الدوري الإقليمي برلين (II): 2 - الفائز: 1969 [الإنجليزية]، 1970 [الإنجليزية] - دوري الدرجة الأولى للهواة في برلين (II): 1 - الفائز: 1953 - دوري الدرجة الأولى برلين براندنبورج [الإنجليزية] (III): 1 - الفائز: 1979 - الوصيف: 1975، 1982، 1983، 1989، 1990 - برلين-ليجا (VI): 1 - البطل: 2014 | - كأس برلين: 3 - الفائز: 1977، 1982، 1989 - الوصيف: 1968، 1969، 1974، 1975، 1990، 1996 - بطولة ألمانيا تحت 19 سنة: 1 - الفائز: 1970 - الوصيف: 1978 - بطولة ألمانيا تحت 17 سنة: 1 - الفائز: 1988 - الوصيف: 1978، 1989 |

## المدربون السابقون
| المدرب            | من             | إلى            |
| ولفجانج بريزدزينغ | 1 يوليو 1983   | 10 نوفمبر 1986 |
| ستيفان سبراي      | 11 نوفمبر 1986 | 7 يناير 1990   |
| أدولف ريمي        | 8 يناير 1990   | 30 يونيو 1990  |
| جينو فيرين        | 1 يوليو 1990   | 30 يونيو 1992  |
| بيتر رانكي        | 1 يوليو 1992   | 2 مايو 1994    |
| جيرد بروجر        | 3 مايو 1994    | 30 يونيو 1994  |
| توماس غرونينبيرغ  | 1 يوليو 1994   | 16 فبراير 1996 |
| جيرد بروجر        | 16 فبراير 1996 | 25 مارس 1997   |
| جينو فيرين        | 26 مارس 1997   | 30 يونيو 1997  |

## المواسم الأخيرة
أداء النادي في المواسم الأخيرة:
| الموسم    | الدوري                        | المستوى | المركز |
| 1999–2000 | دوري أوبرليغا الشمال الشرقي   | IV      | 14th ↓ |
| 2000–01   | دوري برلين المحلي             | V       | 8th    |
| 2001–02   | دوري برلين المحلي             | V       | 5th    |
| 2002–03   | دوري برلين المحلي             | V       | 4th    |
| 2003–04   | دوري برلين المحلي             | V       | 7th    |
| 2004–05   | دوري برلين المحلي             | V       | 3rd    |
| 2005–06   | دوري برلين المحلي             | V       | 3rd    |
| 2006–07   | دوري برلين المحلي             | V       | 7th    |
| 2007–08   | دوري برلين المحلي             | V       | 4th    |
| 2008–09   | دوري برلين                    | VI      | 6th    |
| 2009–10   | دوري برلين                    | VI      | 3rd    |
| 2010–11   | دوري برلين                    | VI      | 14th   |
| 2011–12   | دوري برلين                    | VI      | 6th    |
| 2012–13   | دوري برلين                    | VI      | 10th   |
| 2013–14   | دوري برلين                    | VI      | 1st ↑  |
| 2014–15   | دوري أوبرليغا الشمال الشرقي   | V       | 9th    |
| 2015–16   | دوري أوبرليغا الشمال الشرقي   | V       | 3rd    |
| 2016–17   | دوري أوبرليغا الشمال الشرقي   | V       | 4th    |
| 2017–18   | دوري أوبرليغا الشمال الشرقي   | V       | 4th    |
| 2018–19   | دوري أوبرليغا الشمال الشرقي   | V       | 4th    |
| 2019-2020 | دوري أوبرليغا الشمال الشرقي   | V       | 4th    |
| 2020-2021 | دوري أوبرليغا الشمال الشرقي   | V       | 6th    |
| 2021-2022 | دوري أوبرليغا الشمال الشرقي   | V       | 2th    |
| 2022-2023 | دوري أوبرليغا الشمال الشرقي   | V       | 4th    |
| 2023-2024 | دوري أوبرليغا الشمال الشرقي   | V       | 1st ↑  |
| 2024-2025 | دوري المنطقة الشمالية الشرقية | IV      |        |

- مع إدخال ريغيوناليغا في عام 1994 و3. ليجا في عام 2008 كمستوى ثالث جديد، تحت بوندسليغا 2، انخفضت جميع الدوريات أدناه بمستوى واحد. في عام 2008، تمت إعادة تسمية Verbandsliga Berlin إلى Berlin-Liga.

| ↑ تمت الترقية | ↓ تم الهبوط |

## لاعبو هيرتا 03 السابقون
اللاعبون التاليون تطوروا من خلال نظام الناشئين في النادي ليصبحوا محترفين:
| - رجال - مايكل كرامبتز - مايكل كيلنر - فولكمار جروس - أوي كليمان - كلاوس-بيتر هانيش - فولفجانج زونهولز - نوربرت ستولزنبورغ - كريستيان ساكفيتز - بيير ليتبارسكي - مارتينو جاتي - كارستن بارون | - كريستيان تسيغه - ماركوس فاينبير - كارستن راميلو - نيكو كوفاتش - روبرت كوفاتش - توربين ماركس - بنيامين سيجرت - مالك فتحي - سفيان شاهد - سجاد صاليحوفيتش - سيباستيان شتاشنيك - شيم إيفي | - أوميت كاران | - سيدات - أريان هينغست - إنكن بيكر |

## مشاركات في كأس ألمانيا
تأهل النادي للدور الأول من كأس ألمانيا ست مرات:
| الموسم              | الدور             | التاريخ        | في الداخل              | في الخارج              | النتيجة               | الحضور |
| كأس ألمانيا 1974–75 | الدور الأول       | 7 سبتمبر 1974  | نادي هايدنهايم الرياضي | هيرتا زيهلندورف        | 2–2 بعد الوقت الإضافي |        |
| كأس ألمانيا 1974–75 | إعادة الدور الأول | 14 سبتمبر 1974 | هيرتا زيهلندورف        | نادي هايدنهايم الرياضي | 5–0                   |        |
| كأس ألمانيا 1974–75 | الدور الثاني      | 20 سبتمبر 1974 | نادي شالكه 04          | هيرتا زيهلندورف        | 6–0                   |        |
| كأس ألمانيا 1975–76 | الدور الأول       | 5 أغسطس 1975   | هيرتا زيهلندورف        | نادي بلومينثال الرياضي | 0–1 بعد الوقت الإضافي |        |
| كأس ألمانيا 1976–77 | الدور الأول       | 6 أغسطس 1976   | هيرتا زيهلندورف        | نادي توس ماين الرياضي  | 1–0                   |        |
| كأس ألمانيا 1976–77 | الدور الثاني      | 18 أكتوبر 1976 | آينتراخت فرانكفورت     | هيرتا زيهلندورف        | 10–2                  |        |
| كأس ألمانيا 1977–78 | الدور الأول       | 29 يوليو 1977  | ماينتس 05              | هيرتا زيهلندورف        | 7–1                   |        |
| كأس ألمانيا 1982–83 | الدور الأول       | 27 أغسطس 1982  | هيرتا زيهلندورف        | هيرتا برلين            | 2–4                   |        |
| كأس ألمانيا 1989–90 | الدور الأول       | 20 أغسطس 1989  | هيرتا زيهلندورف        | نادي نورنبرغ           | 0–4                   |        |

## روابط خارجية
- Abseits Guide to German Soccer – Hertha Zehlendorf
- Hertha Zehlendorf at Weltfussball.de